# Мария Хлебарова
Мария Щерева Хлебарова е българска театрална актриса.

## Биография
Родена е в Пазарджик на 23 април 1877 г. През 1895 г. дебютира в трупата „Сълза и смях“, където работи до 1904 г., с ролята на Лидия в „Луди пари“ от Александър Островски. От 1904 до 1926 г. играе на сцената на Народния театър, а през 1926 – 1927 г. е актриса в Драматичен театър - Русе. Почива на 19 март 1954 г. в София.

## Роли
Мария Хлебарова играе множество роли, по-значимите са:
- Акулина – „Силата на мрака“ от Лев Толстой
- Лидия – „Луди пари“ от Александър Островски
- Агафя Тиховна – „Женитба“ от Николай Гогол
- Дорина – „Тартюф“ от Молиер
- Селимена – „Мизентроп“ от Молиер
- Ленка – „Къща“ от Антон Страшимиров
- Малама – „Вампир“ от Антон Страшимиров
- Елисавета – „В полите на Витоша“ от Пейо Яворов
- Кака Гинка – „Под игото“ от Иван Вазов[1]